# ماتيلدا براون
ماتيلدا براون (بالإنجليزية: Matilda Browne)‏ هي رسامة أمريكية، ولدت في 8 مايو 1869 في نيوآرك في الولايات المتحدة، وتوفيت في 3 نوفمبر 1947 في غرينيتش في الولايات المتحدة.